# Krchleby u Kostelce nad Orlicí
Krchleby (deutsch Kirchles) ist eine Gemeinde in Tschechien. Sie liegt zehn Kilometer südwestlich von Rychnov nad Kněžnou und gehört zum Okres Rychnov nad Kněžnou.

## Geographie

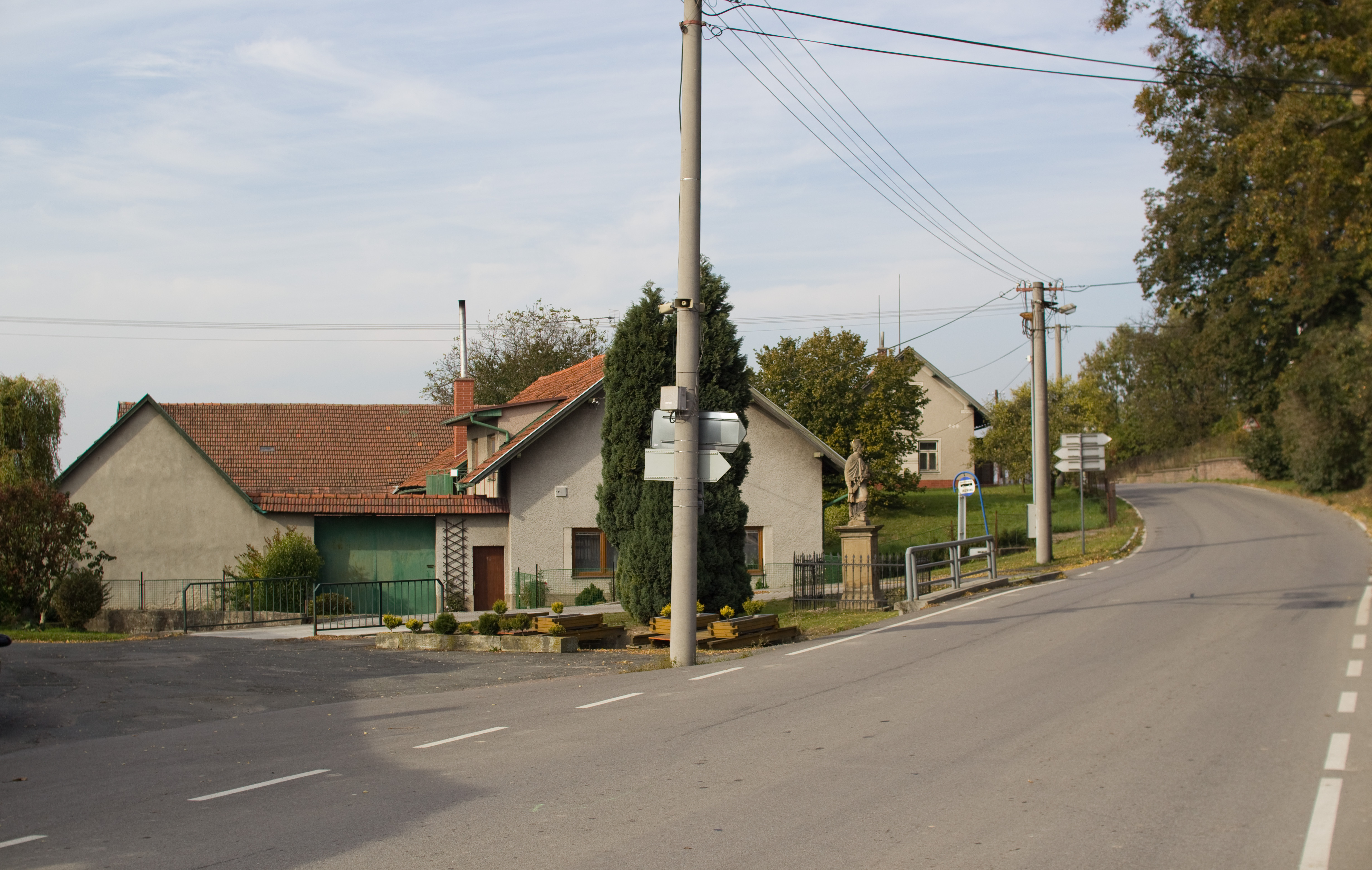
In Krchleby

Der Ort befindet sich in der Talmulde des Baches Chlenský potok im Norden der Chotzener Tafel (Choceňská tabule) zwischen den Tälern der Wilden Adler und des Brodec. Durch Krchleby führt die Staatsstraße 316 von Kostelec nad Orlicí nach Choceň vorbei.
Nachbarorte sind Suchý Rybná im Norden, Vrbice im Nordosten, Chlínky und Chleny im Osten, Borovnice im Südosten, Přestavlky im Süden, Brumbárov im Südwesten sowie Svídnice im Nordwesten.

## Geschichte
Krchleby wurde 1227 erstmals urkundlich als Besitz der lokalen Adelsgeschlechtes von Kirchles erwähnt. Durch den Ort führte die Handelsstraße nach Choceň, an der eine hölzerne Feste Ovčín stand. Noch im Jahre 1227 erwarben die Hrabischitz den Ort.
Als das Geschlecht von Kliment Krchleby erwarb, bestand der Ort aus der Feste und vier Siedlerstellen. Danach folgte Matthias Hložek von Žampach als Besitzer. Der verkaufte Krchleby 1544 an Otto/Otík von Bubna. 1558 erwarb Wenzel Herzan von Harras das aus 15 Höfen bestehende Dorf zusammen mit Pottenstein und schloss es der Herrschaft an.
Im Jahre 1669 kauften die Bukowsky von Hustirzan den Ort; 1727 folgte Johann Wenzel Rauss von Lipna. Er verkaufte den Ort an die Kinsky auf Kostelec nad Orlicí. Bis 1848 blieb Krchleby Teil der dortigen Herrschaft. Die Bewohner lebten von der Landwirtschaft, insbesondere der Schafzucht. Die frühere Feste Ovčín wurde zum Gutshof umgebaut. 1908 wurde die hölzerne Anlage durch ein Feuer vernichtet. 1890 entstand die Freiwillige Feuerwehr.
In der zweiten Hälfte des 20. Jahrhunderts verlor Krchleby seine Selbständigkeit. Seit 1990 ist es wieder eine Gemeinde.

## Gemeindegliederung
Für die Gemeinde Krchleby sind keine Ortsteile ausgewiesen. Zu Krchleby gehört die Ortslage Brumbárov.

## Sehenswürdigkeiten
- Statue des Hl. Johannes von Nepomuk am Dorfplatz, 1868 aufgestellt
- Pavlův Kříž, Steinkreuz an der Staatsstraße